# Вісім мандрівок Буковиною
Вісім мандрівок Буковиною — путівник Буковиною Ірини Пустиннікової, який вийшов 2009 року у видавництві «Грані-Т» (м. Київ) в серії «Путівники». Містить велику кількість карт, наданих ДНВП «Картографія», та фотографій.
Тематично путівник охоплює історичні місця Буковини та перлини її архітектури. У путівнику йде мова про місто Чернівці та Чернівецьку область загалом.

## Анотація
Буковина – прекрасна і своєрідна. Мальовничі карпатські краєвиди, незвичайна архітектура, що поєднує у собі, здавалося б, непоєднувані стилі, дивний світ переказів і леґенд зроблять Вашу мандрівку неповторною.
Путівник Ірини Пустиннікової не лише скерує Вас до найцікавіших куточків Буковини. Історія краю заструменить джерелами життєвих доль людей, малюючи колоритну картину цього поліетнічного краю. Вісім мандрівок у «край Черемоша й Прута» залишаться у пам’яті незабутніми спогадами.

## Характеристика путівника
Путівник зорієнтований на мандрівників та читачів, які цікавляться історією та архітектурною спадщиною Буковини. Також він стане у нагоді тим, хто вирішив ближче познайомитися із Чернівцями, адже велика його частина присвячена саме цьому місту.

## Зміст
- Чернівеччина чекає
- Потяг до Чернівців
- Від Панської до Зеленої
- Придністровські села
- До буковинських Карпат
- До румунського кордону (Сторожинець, Буденець, Черепківці, Біла Криниця)
- Найменший район з найменшим райцентром
- До Хотинської фортеці
- Вервечка буковинських сіл